# Etheostoma rubrum
Etheostoma rubrum är en fiskart som beskrevs av Edward C. Raney och Suttkus, 1966. Etheostoma rubrum ingår i släktet Etheostoma och familjen abborrfiskar. IUCN kategoriserar arten globalt som nära hotad. Inga underarter finns listade i Catalogue of Life.